# Фатница
Фатница је насељено мјесто у општини Билећа, Република Српска, БиХ. Према попису становништва из 1991. у насељу је живјело 155 становника. На попису становништва 2013. године, према подацима Републичког завода за статистику пописано је 74 становника.

## Географија
Насеље се налази у Фатничком пољу.

## Становништво
| Националност       | 1991. | 1981. | 1971. | 1961. |
| Срби               | 111   | 164   |       |       |
| Муслимани          | 44    | 94    |       |       |
| Југословени        |       | 10    |       |       |
| остали и непознато |       |       |       |       |
| Укупно             | 155   | 270   | '     | '     |

| Демографија | Демографија | Демографија |
| Година      | Становника  | Становника  |
| ----------- | ----------- | ----------- |
| 1961.       | 341         |             |
| 1971.       | 285         |             |
| 1981.       | 270         |             |
| 1991.       | 154         |             |
| 2013.       | 74          |             |